# 생물의학
생물의학(生物醫學, biomedicine) 또는 생체의학 또는 의학생물학은 생물학적 및 생리학적 원리를 임상 실습에 적용하는 의학의 한 분야이다. 이 분야는 특히 생물학과 생리학에 많이 관련이 있으며 건강과 생물학관련 분야에서 다른 범주와 관련 될 수 있다. 바이오의약품은 한 세기 이상동안 건강 시스템 분야에서 지배적인 영향력을 가졌다.
여기에는 일반적으로 다음과 같이 "바이오"접두사가 포함된 많은 생물 의학 분야와 전문 분야가 포함된다.
- 분자 생물학, 생화학, 생명 공학, 세포 생물학, 발생학,
- 나노의학, 생물공학, 실험 의학 생물학,
- 세포유전학, 유전학, 유전자 치료
- 생물 정보학, 생물 통계학, 시스템 생물학, 신경 과학
- 미생물학, 바이러스학, 면역학, 기생충학
- 생리학, 병리학, 해부학
- 독성학 및 의학에 적용되는 생명 과학에 일반적으로 관련된 다른 많은 것들을 포함한다.

## 개요
의학 생물학은 현대의 건강 관리 및 실험실 진단의 초석이다. 이것은 과학 기술 접근의 넓은 범위에 관련이 있다. 예를 들어 체외 진단(in vitro diagnostics)에서부터 체외 수정(in vitro fertilisation), 낭포성섬유증의 분자 기전에서부터 인간면역결핍 바이러스의 집단 역학, 분자 상호 작용의 이해에서 발암 연구까지 그리고 단일염기 다형성에서부터 유전자 치료법에서의 접근이 있다.
분자 생물학을 기반으로하는 의학 생물학은 예측, 진단 및 치료
를 위한 새로운 기술을 고안하는 특정 관점에서 분자의학을 개발하는 모든 문제를 인간 게놈, 전사체, 프로테옴, 생리학 및 대사체의 대규모 구조적 및 기능적 관계로 결합한다.
바이오의약품은 생물학과 생리학적 지식을 통해 생리학적 과정을 연구하는 것을 포함한다. 이 접근 방법은 분자 상호 작용을 이해하는 것부터 생체 내 수준에서 결과를 연구하는 것까지 다양하다. 이러한 과정은 진단
과 치료를 위한 새로운 전략을 고안하는 특별한 관점에서 연구된다.
바이오의약품은 질병의 중증도에 따라 환자의 문제점을 정확하게 파악하고 의학적 개입을 통해 문제를 해결한다. 의학
은 건강을 개선하기보다는 질병을 치료하는 데 중점을 둔다.

## 같이 보기
- 의약화학
- 인간 게놈 프로젝트